# Johann Wenzel von Studnitz und Jeroltschütz
Johann Wenzel von Studnitz und Jeroltschütz (geb. um 1708 in Schlesien; gest. im Frühjahr 1756) war ein preußischer Landrat.

## Leben
Johann Wenzel von Studnitz und Jeroltschütz saß auf Halbendorf (Kreis Grottkau) und war Angehöriger des westmährischen Adelsgeschlechts Studnitz. Von 1745 bis 1754 amtierte er als Landrat im Kreis Grottkau. Noch 1754 wechselte er in gleicher Funktion in den Landkreis Neisse, um die Nachfolge für den verstorbenen George Anton von Schimonsky anzutreten. Mittels Ordre vom 18. April 1754 ließ ihm Friedrich II. mitteilen, „dass er sein Vertrauen und Wohlwollen besitze“. Zwei Jahre später am 27. April 1756 erhielt der König die Mitteilung durch Minister Schlabrendorf, dass der Landrat verstorben sei und er „den Verlust des verdienten Beamten bedaure“. Nachfolgender Landrat im Landkreis Neisse wurde Carl Abraham von Sebottendorff.